# Westrum
Westrum is een dorp in het uiterste zuiden van de gemeente Wangerland in de Duitse deelstaat Nedersaksen. Het maakt deel uit van Landkreis Friesland.
Het dorp ligt op een 3 ha grote en 5 meter hoge warft waarvan wordt aangenomen dat deze in de zevende eeuw werd aangelegd. Bij het dorp behoort een gehucht met de naam Brakerei.
Westrum ligt 7 km ten zuiden van het "hoofddorp" van de gemeente, Hohenkirchen en slechts 3½ km ten noorden van het aangrenzende Jever.

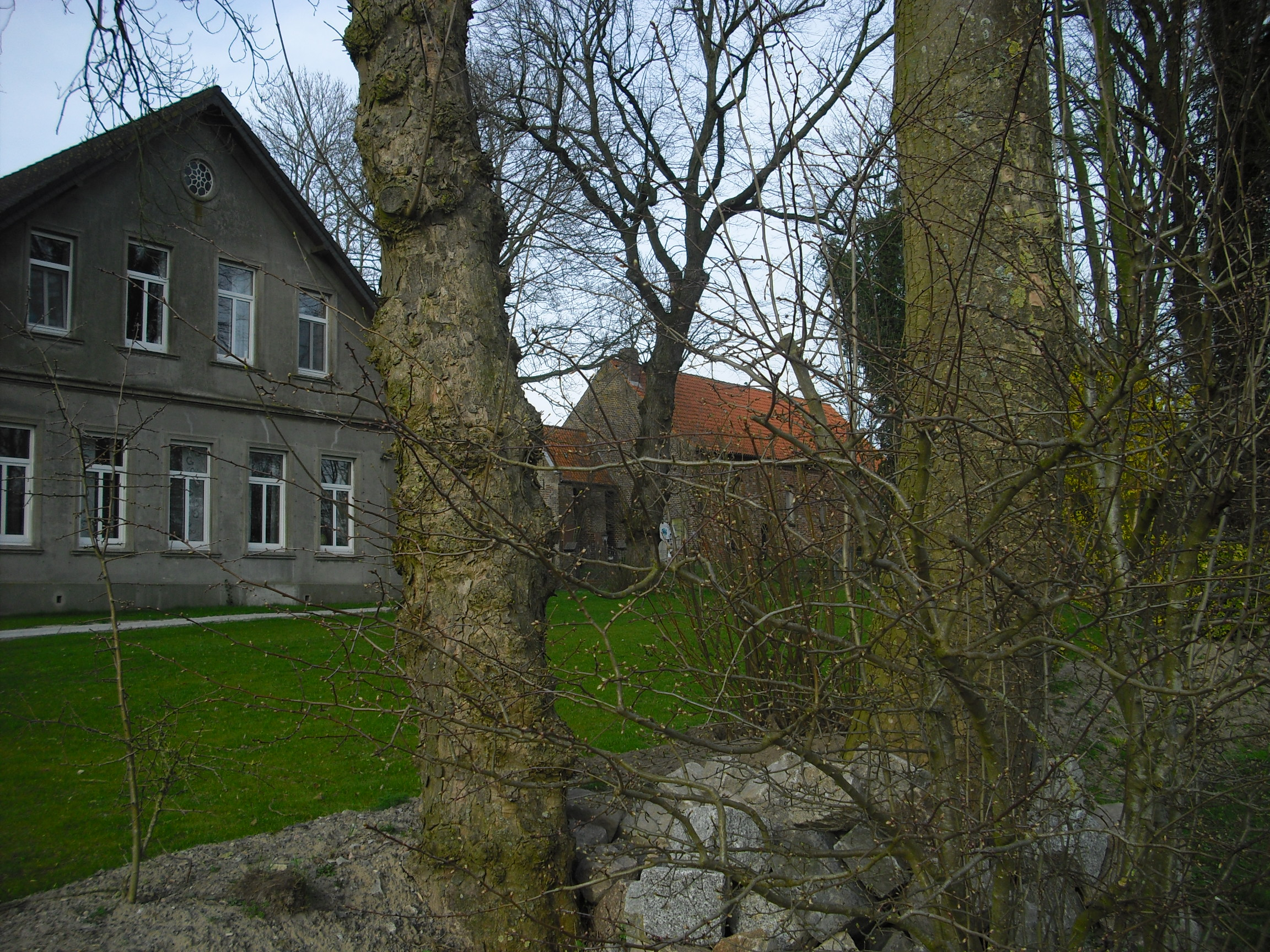
Dorpskerk met daarnaast de voormalige pastorie
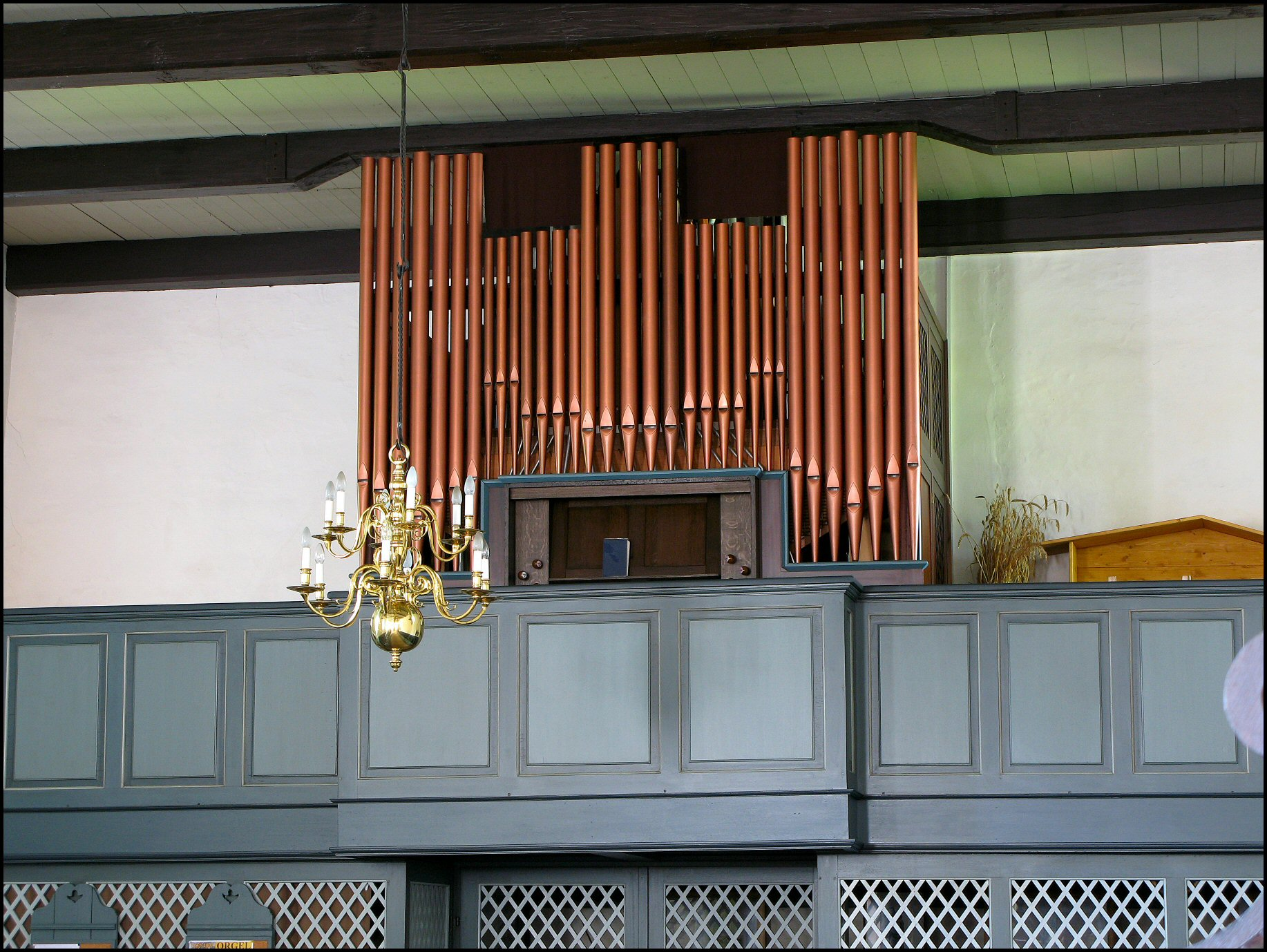
Orgel in de dorpskerk

## Bezienswaardigheden
- De dorpskerk stamt oorspronkelijk uit de dertiende eeuw, maar is in de vijftiende eeuw verwoest er daarna opnieuw opgebouwd. In 1999 werd de kerk gewijd aan Elisabeth van Thüringen. De kerk bevat een kerkorgel uit 1938 van de bekende Noordduitse orgelbouwer Alfred Führer.